# Насу-Карасуяма

36°39′25″ пн. ш. 140°9′6″ сх. д. / 36.65694° пн. ш. 140.15167° сх. д.
На́су-Карасуя́ма (яп. 那須烏山市, なすからすやまし, МФА: [nasu̥ kaɾasujama ɕi̥]) — місто в Японії, в префектурі Тотіґі.

## Короткі відомості
Розташоване в східній частині префектури, в південному басейні річки Нака. Виникло на базі середньовічного призамкового поселення Карасуяма самурайського роду Насу. У 17 — 19 століттях було столицею автономного уділу Карасуяма-хан. Сполучається із префектурним центром Уцуномія залізницею JR. Основою економіки є комерція та туризм. Станом на 1 жовтня 2008 площа міста становила 174,42 км². Станом на 1 січня 2009 населення міста становило 30 133 осіб.